# Бейкер, Арт
Арт Бейкер (англ. Art Baker), имя при рождении Артур Эпплтон Шэнк (англ. Arthur Appleton Shank; 7 января 1898 — 26 августа 1966) — американский актёр кино, телевидения и радио 1930—1960-х годов.
За свою карьеру, охватившую период с 1937 по 1966 год, Бейкер сыграл в 45 фильмах, среди них «Заворожённый» (1945), «Дочь фермера» (1947), «Дэйзи Кэньон» (1947), «Состоят в браке» (1948), «Стены Иерихона» (1948), «Возвращение домой» (1948), «Удар» (1949), «Крупная ставка» (1949), «Концы в воду» (1949), «Криминальная история» (1950) и «Прожигая жизнь» (1955).
Не менее значима, чем в кино, была карьера Бейкера на радио и телевидении. В 1930-е годы и начале 1940-х годов Бейкер был известным радиоведущим, а в 1950-е годы стал популярным ведущим на телевидении.

## Ранние годы и начало карьеры
Арт Бейкер, имя при рождении Артур Эпплтон Шэнк, родился 7 января 1898 года в Нью-Йорке, Нью-Йорк, США. Его мать управляла заведением для бедных в нью-йоркском районе Бауэри. Бейкер с ранних лет мечтал стать профессиональным певцом. В 18 лет он уехал в Чикаго, намереваясь работать днём и учиться по ночам. После того, как США вступили в Первую мировую войну, он поступил на службу в армию, где стал запевалой. Во время службы в армии волосы Бейкера стали полностью седыми, что в дальнейшем стало частью его фирменного образа. После войны он ездил по стране со странствующей евангелисткой Эйми Семпл Макперсон (англ.  Aimee Semple McPherson), затем открыл магазин бытовой техники в Глендейле, Калифорния, который однако оказался убыточным, и в итоге стал экскурсоводом на знаменитом голливудском кладбище «Форест-Лаун».

## Карьера на радио
На его умение выступать перед публикой обратили внимание в руководстве кладбища, предложив ему сделать радиопрограмму. Это положило начало карьере Бейкера как радиоведущего на радиостанции KFSG в Лос-Анджелесе. Вскоре на станции KFI в Лос-Анджелесе он стал ведущим собственной радиопрограммы «Гобелены жизни» (англ. Tapestries of Life), которая со временем стала транслироваться по всей стране, и выходила в эфир на протяжении двух десятилетий. Одно время Бейкер работал в 22 шоу в неделю.
В 1936 году компания General Mills пригласила Бейкера на роль капитана Боба Бейкера, производителя кулинарных наборов Bisquick, чтобы вести радиошоу «Голливуд собственной персоной» (англ. Hollywood in Person). Это было новаторское шоу, в котором «студия на колёсах» приезжала на съёмочные площадки, чтобы брать интервью у знаменитостей о всевозможных слухах и сплетнях. Шоу выходило в эфир в течение двух лет.
В сентябре 1938 года на станции KFI Бейкер создал программу «Дневник Арта Бейкера», которая выходила в эфир на протяжении более десяти лет. Всего вышло более 2 тысяч программ этого шоу. В 1939—1941 годах Бейкер работал в «Шоу Гедды Хоппер», а в 1941 году стал ведущим «Шоу Боба Хоупа». В 1942 году Бейкер вёл юмористическую программу на NBC «Люди смешные», а в 1943 году — на CBS общественно-политическую программу «Знакомьтесь: Джо Паблик».

## Карьера в кинематографе
В 1937—1939 годах Бейкер сыграл свои первые роли в семи фильмах, однако это были эпизодические роли без указания его имени в титрах. После небольшого перерыва в 1943—1944 годах Бейкер вёл закадровое повествование в трёх фильмах. В частности, в 1943 году Бейкер был закадровым рассказчиком пропагандистского документального фильма студии Уолта Диснея «Победа через мощь в воздухе» (1943), который был номинирован на «Оскар». В 1944 году Бейкер сыграл небольшую роль без упоминания в титрах в фэнтези-комедии с участием Кэри Гранта «Жили-были» (1944).
В 1945 году имя Бейкера впервые было указано в титрах психиатрического триллера Альфреда Хичкока «Заворожённый» (1945) с участием Грегори Пека и Ингрид Бергман. По мнению многих киноведов, этот фильм, в котором Бейкер сыграл важную роль детектива полиции, стал, вероятно, самым значимым в его кинокарьере.
Сыграв в 1946 году единственную роль рабби в комедии «Ирландская роза Эйби» (1946), в 1947 году Бейкер появился уже в четырёх фильмах, среди которых такие успешные, как романтическая комедия с Джозефом Коттеном и Лореттой Янг «Дочь фермера» (1947) и мелодрама с Дэной Эндрюсом и Джоан Кроуфорд «Дэйзи Кэньон» (1947), где он сыграл адвоката. Он также сыграл президента США Гарри Трумана в документальной драме о создании атомной бомбы «Начало или конец» (1947) и врача в криминальной мелодраме с Лайонеллом Бэрримором «Мрачное заблуждение» (1947).
В 1948 году у Бейкера было семь фильмов, среди которых комедия со Спенсером Трейси и Кэтрин Хэпберн «Состоят в браке» (1948), политическая нуарная драма с Корнелом Уайлдом «Стены Иерихона» (1948) и шпионский фильм нуар с Луисом Хейуардом и Деннисом О’Кифом «Идти преступным путём» (1948), где он сыграл учёного-ядерщика. Бейкер также появился без указания в титрах в вестерне с Эрролом Флинном и Энн Шеридан «Серебряная река» (1948) и военной мелодраме с Кларком Гейблом «Возвращение домой» (1948) (в двух последних фильмах имя Бейкера не было указано в титрах).
В 1949 году Бейкер сыграл адвоката в фильме нуар с Брайаном Донлеви и Эллой Рейнс «Удар» (1949) и учёного в фильме нуар с Уильямом Пауэллом «Сделай один ложный шаг» (1949), а также банкира, подозреваемого в убийстве, и отца главной героини в фильме нуар с Деннисом О’Кифом и Уильямом Бендиксом «Концы в воду» (1949). В этом году Бейкер появился ещё в пяти фильмах, среди них спортивная мелодрама с Виктором Мэтьюром и Лизабет Скотт «Беспечная жизнь» (1949), военная драма с Гэри Купером «Спецотряд» (1949), где Бейкер был сенатором, мелодрама с Рональдом Рейганом «Из ночи в ночь» (1949), где Бейкер сыграл психиатра, и мелодрама с Кларком Гейблом «Крупная ставка» (1949).
У Бейкера было три картины в 1950 году, среди них фильм нуар с Дэном Дьюриа и Гербертом Маршаллом «Криминальная история» (1950), в котором он сыграл детектива полиции, и мелодрама «Лихач» (1950), в котором он был судьёй, сын которого, увлекающийся гоночными автомобилями, подпадает под подозрение как виновник ДТП. В 1951 году Бейкер исполнил роли в четырёх фильмах, среди которых вестерн с Грегори Пеком «Только отважные» (1951), где он был капитаном, фильм нуар с Лореттой Янг «Причина для тревоги» (1951), где он сыграл управляющего почтовым отделением, и музыкальная комедия с Бингом Кросби «Жених возвращается» (1951), где Бейкер был радиоведущим. После трёхлетнего перерыва Бейкер сыграл радиоведущего (без указания в титрах) в двух музыкальных комедиях с участием Дина Мартина и Джерри Льюиса — «Прожигая жизнь» (1954) и «Художники и модели» (1955).
В 1960-е годы Бейкер появился в роли капитана полиции в криминальном фильме с Нико Минардосом «Двенадцать часов, чтобы убить» (1960), был представителем ООН в фантастическом приключенческом фильме с участием Уолтера Пиджона «Путешествие на дно моря» (1961) и начальником тюрьмы в биографическом фильме «Молодой Диллинджер» (1965) с Ником Адамсом в заглавной роли. В последний раз Бейкер появился на экране в роли гробовщика в байкерском триллере с Питером Фондой «Дикие ангелы» (1966).

## Карьера на телевидении
В период с 1950 по 1962 год Бейкер вёл на телевидении шоу «Вы спрашивали об этом» (в 1950-1951 годах оно называлось «Шоу Арта Бейкера»). Программа шоу строилась в форме ответов на письма зрителей о том, чтобы они хотели увидеть, и Бейкер объездил весь мир, делая съёмки для этого шоу.
Бейкер также был гостевой звездой таких телесериалов, как «Театр „Алкоа“» (1958), «Натянутый канат» (1960), «Сажать в тюрьму» (1960) и «Приключения в раю» (1962).

## Актёрское амплуа и оценка творчества
Бейкер был высоким, стройным актёром со снежно белыми волосами и добродушным характером. Его отличительной чертой был выразительный, ровный, слега гнусавый голос, который идеально подходил для радио.
Более всего Бейкер был известен по работе на радио в качестве ведущего нескольких популярных программ, а также по последующей работе на телевидении, в частности, в качестве ведущего программы «Вы спрашивали об этом» (1950—1959).
В кино Бейкер играл, в основном, характерные роли. Благодаря своей внешности он часто получал роли руководителей бизнеса, политиков, авторитетных врачей и полицейских высокого уровня. Самой важной ролью Бейкера в кино стала, вероятно, роль детектива полиции Кули в фильме Альфреда Хичкока «Заворожённый» (1945).

## Личная жизнь
Арт Бейкер был женат четыре раза. В 1920 году он женился на Мэриэн Хилл (англ.  Marian Hill), которая родила ему четверых детей — Вирджинию, которая умерла от туберкулёза, Артура (Барта), Роберта и Дороти. В конце 1920-х годов пара развелась. В 1930 году Бейкер женился на Майде Саре Уотерс (англ.  Maida Sarah Waters ), которая работала секретарём у Эйми Семпл Макперсон. У них родилась дочь Диана, однако в 1945 году этот брак также закончился разводом. В 1948 году Бейкер женился на бродвейской актрисе Элис Уивер (англ.  Alice Weaver), с которой развёлся в 1956 году. Наконец, в 1957 году женился в Лондоне на фокуснице Джерри Ларсен (англ.  Gerri Larsen ).

## Смерть
Арт Бейкер умер 26 августа 1966 года от сердечного приступа во время посещения банка в Лос-Анджелесе, Калифорния, США. Ему было 68 лет.

## Фильмография
| Год       |     | Русское название          | Оригинальное название             | Роль                                                           |
| --------- | --- | ------------------------- | --------------------------------- | -------------------------------------------------------------- |
| 1937      | ф   | Художники и модели        | Artists & Models                  | второй ведущий (в титрах не указан)                            |
| 1937      | ф   | Напарники                 | Partners in Crime                 | радиоведущий (в титрах не указан)                              |
| 1937      | ф   | Фабрика грез              | Stand-In                          | кинооператор (в титрах не указан)                              |
| 1938      | ф   | Луна в прериях            | Prairie Moon                      | судья Артур Дин (в титрах не указан)                           |
| 1938      | ф   | Торчи Блейн в Панаме      | Torchy Blane in Panama            | помощник управляющего банком (в титрах не указан)              |
| 1938      | ф   | Пассаты                   | Trade Winds                       | полицейский диктор (в титрах не указан)                        |
| 1939      | ф   | Слегка честный            | Slightly Honorable                | радиоведущий (в титрах не указан)                              |
| 1943      | ф   | Северная звезда           | The North Star                    | голос по радио (только голос, в титрах не указан)              |
| 1944      | ф   | Оружие к оружию           | Gun to Gun                        | рассказчик (только голос, в титрах не указан)                  |
| 1944      | ф   | Жили-были                 | Once Upon a Time                  | Габриэль Хиттер (в титрах не указан)                           |
| 1944      | кор | Суд с оружием             | Trial by Trigger                  | рассказчик (только голос, в титрах не указан)                  |
| 1945      | ф   | Заворожённый              | Spellbound                        | детектив, лейтенант Кули                                       |
| 1946      | ф   | Ирландская роза Эйби      | Abie's Irish Rose                 | рабби Яков Самуэльс                                            |
| 1947      | ф   | Начало или конец          | The Beginning or the End          | президент / Гарри С. Труман                                    |
| 1947      | ф   | Дэйзи Кеньон              | Daisy Kenyon                      | адвокат Люсиль                                                 |
| 1947      | ф   | Тёмное заблуждение        | Dark Delusion                     | доктор Сэнфорд Бёрсон                                          |
| 1947      | ф   | Дочь фермера              | The Farmer's Daughter             | А. Джей Финли                                                  |
| 1948      | ф   | Решение Кристофера Блейка | The Decision of Christopher Blake | мистер Кёрлик                                                  |
| 1948      | ф   | Состоят в браке           | State of the Union                | Лит, радиоведущий                                              |
| 1948      | ф   | Идти преступным путём     | Walk a Crooked Mile               | доктор Фредерик Тоаунсэнд                                      |
| 1948      | ф   | Стены Иерихона            | The Walls of Jericho              | Педдигрю                                                       |
| 1948      | ф   | Возвращение домой         | Homecoming                        | Уильямс, репортёр на транспортном корабле (в титрах не указан) |
| 1948      | ф   | Серебряная река           | Silver River                      | майор Уилсон (в титрах не указан)                              |
| 1949      | ф   | Из ночи в ночь            | Night Unto Night                  | доктор Пул                                                     |
| 1949      | ф   | Крупная ставка            | Any Number Can Play               | мистер Рирдон                                                  |
| 1949      | ф   | Концы в воду              | Cover Up                          | Стю Уэзерби                                                    |
| 1949      | ф   | Беспечная жизнь           | Easy Living                       | Говард Воллмер                                                 |
| 1949      | ф   | Удар                      | Impact                            | Элдридж, адвокат защиты                                        |
| 1949      | ф   | Смертельная река          | Massacre River                    | полковник Джеймс Рид                                           |
| 1949      | ф   | Сделай один ложный шаг    | Take One False Step               | доктор Генри Притчард                                          |
| 1949      | ф   | Спецотряд                 | Task Force                        | сенатор Винсент                                                |
| 1949      | ф   | Это твоё здоровье         | It's Your Health                  | доктор Хендрикс                                                |
| 1950      | ф   | Лихач                     | Hot Rod                           | судья Лэнгам                                                   |
| 1950      | ф   | Криминальная история      | The Underworld Story              | лейтенант Тилтон                                               |
| 1950      | ф   | История Дюпона            | The Du Pont Story                 | директор по химии                                              |
| 1951      | ф   | Причина для тревоги       | Cause for Alarm!                  | суперинтендант                                                 |
| 1951      | ф   | Жених возвращается        | Here Comes the Groom              | радиоведущий                                                   |
| 1951      | ф   | Только отважные           | Only the Valiant                  | капитан Дженнингс                                              |
| 1951      | ф   | Белль Ле Гранд            | Belle Le Grand                    | адвокат защиты (в титрах не указан)                            |
| 1951—1958 | с   | Вы об этом спрашивали     | You Asked for It                  | ведущий (17 эпизодов)                                          |
| 1954      | ф   | Прожигая жизнь            | Living It Up                      | радиоведущий (в титрах не указан)                              |
| 1955      | ф   | Художники и модели        | Artists and Models                | телекомментатор (в титрах не указан)                           |
| 1958      | с   | Театр «Алкоа»             | Alcoa Theatre                     | М. С. (1 эпизод)                                               |
| 1960      | ф   | Убить за 12 часов         | Twelve Hours to Kill              | капитан полиции Джонс                                          |
| 1960      | с   | Сажать в тюрьму           | Lock Up                           | начальник тюрьмы (1 эпизод)                                    |
| 1960      | с   | Натянутый канат           | Tightrope                         | разные роли (2 эпизода)                                        |
| 1961      | ф   | В ритмах свинга           | Swingin' Along                    | телеведущий                                                    |
| 1961      | ф   | Путешествие на дно моря   | Voyage to the Bottom of the Sea   | комментатор ООН (в титрах не указан)                           |
| 1962      | с   | Приключения в раю         | Adventures in Paradise            | Брауни (1 эпизод)                                              |
| 1965      | ф   | Молодой Диллинджер        | Young Dillinger                   | начальник тюрьмы                                               |
| 1966      | ф   | Дикие ангелы              | The Wild Angels                   | Томас, владелец похоронного бюро                               |